# Ryad Boudebouz
Ryad Boudebouz (arabsky رياض بودبوز‎; * 19. února 1990, Colmar) je alžírský profesionální fotbalista, který hraje na pozici ofensivního záložníka za saúdský klub Al Ahli. Mezi lety 2010 a 2017 odehrál také 25 utkání v dresu alžírské reprezentace, ve kterých vstřelil 2 branky.
V mládežnických kategoriích reprezentoval Francii, na seniorské úrovni hrál za Alžírsko. Účastník Mistrovství světa 2010 v Jihoafrické republice.

## Klubová kariéra
Ryad Boudebouz začínal v profesionálním fotbale ve francouzském klubu FC Sochaux-Montbéliard.
2. září 2013 přestoupil za zveřejněnou částku 1 milion eur do korsického týmu SC Bastia, kde podepsal tříletou smlouvu.

## Reprezentační kariéra
Boudebouz hrál za francouzské mládežnické výběry U17 a U19.
Od roku 2010 reprezentuje Alžírsko, v národním týmu „pouštních lišek“ (jak se alžírské fotbalové reprezentaci přezdívá) debutoval 28. 5. 2010 proti Irsku.
Trenér Alžírska Rabah Saâdane jej vzal na Mistrovství světa 2010 v Jihoafrické republice.